# Мальцев, Дмитрий Олегович
Дмитрий Олегович Мальцев (род. 20 января, 1991, Риддер, Казахстан) — российский хоккеист, нападающий.

## Биография
Начал заниматься хоккеем в родном Омске в возрасте 7-ми лет, в 1998 году. Первым тренером Дмитрия в «Авангарде» стал Евгений Александрович Корноухов, который тогда возглавлял «ястребов» 1991 года рождения, а ныне работает в школе ярославского «Локомотива» с ребятами 1993 года рождения.
В 2005-м году вместе с тренером переехал из Омска в Ярославль. К тому моменту Дмитрий Мальцев успел стать бронзовым призёром чемпионата в регионе «Урал-Западная Сибирь». Привлекался в состав сборной Центрального Федерального Округа для участия в чемпионате России среди регионов.
В 2007-м дебютировал в составе фарм-клуба «Локомотив»-2. В сезоне ВХЛ 2011/2012 забросил первую шайбу за «Локомотив»
В сезоне 2012/13 дебютировал в КХЛ в составе ярославского «Локомотива»: 6 сентября в гостевом матче против новосибирской «Сибири» провел на площадке чуть более 8 минут и результативными действиями не отметился. В домашнем матче против омского «Авангарда», который состоялся 7 октября, забросил дебютную шайбу в КХЛ.

## Статистика
Последнее обновление: 1 октября 2012 года

### Клубная карьера
|                             |                             |                             | Регулярный сезон | Регулярный сезон | Регулярный сезон | Регулярный сезон | Регулярный сезон | Регулярный сезон | Плей-офф | Плей-офф | Плей-офф | Плей-офф | Плей-офф | Плей-офф |
| Сезон                       | Команда                     | Лига                        | И                | Г                | П                | О                | +/-              | Ш                | И        | Г        | П        | О        | +/-      | Ш        |
| --------------------------- | --------------------------- | --------------------------- | ---------------- | ---------------- | ---------------- | ---------------- | ---------------- | ---------------- | -------- | -------- | -------- | -------- | -------- | -------- |
| 2007/08                     | Локомотив-2                 | Первая лига, Россия         | 1                | 1                | 0                | 1                | —                | 0                | —        | —        | —        | —        | —        | —        |
| 2008/09                     | Локомотив-2                 | Первая лига, Россия         | —                | —                | —                | —                | —                | —                | —        | —        | —        | —        | —        | —        |
| 2009/10                     | Локо                        | МХЛ                         | 61               | 18               | 7                | 25               | 9                | 38               | 4        | 0        | 0        | 0        | -1       | 2        |
| 2010/11                     | Локо                        | МХЛ                         | 48               | 14               | 23               | 37               | -2               | 53               | 3        | 0        | 1        | 1        | 0        | 0        |
| 2011/12                     | Локо                        | МХЛ                         | 33               | 9                | 18               | 27               | 16               | 41               | -        | -        | -        | -        | -        | -        |
| 2011/12                     | Локомотив ВХЛ               | ВХЛ                         | 20               | 6                | 5                | 11               | 2                | 8                | 10       | 2        | 0        | 2        | -1       | 2        |
| 2012/13                     | Локомотив ВХЛ               | ВХЛ                         | 3                | 0                | 0                | 0                | 0                | 2                | —        | —        | —        | —        | —        | —        |
| 2012/13                     | Локомотив                   | КХЛ                         | 10               | 1                | 1                | 2                | -3               | 2                | —        | —        | —        | —        | —        | —        |
| Всего в Первой лиге, Россия | Всего в Первой лиге, Россия | Всего в Первой лиге, Россия | 1                | 1                | 0                | 1                | —                | 0                | —        | —        | —        | —        | —        | —        |
| Всего в МХЛ                 | Всего в МХЛ                 | Всего в МХЛ                 | 142              | 41               | 48               | 89               | 23               | 132              | 7        | 0        | 1        | 1        | -1       | 2        |
| Всего в ВХЛ                 | Всего в ВХЛ                 | Всего в ВХЛ                 | 23               | 6                | 5                | 11               | 2                | 10               | 10       | 2        | 0        | 2        | -1       | 2        |
| Всего в КХЛ                 | Всего в КХЛ                 | Всего в КХЛ                 | 10               | 1                | 1                | 2                | -3               | 2                | —        | —        | —        | —        | —        | —        |
| Всего в карьере             | Всего в карьере             | Всего в карьере             | 176              | 48               | 54               | 102              | —                | 146              | 17       | 2        | 1        | 3        | —        | 4        |